# Travis Ganong
Travis Ganong, född 14 juli 1988 i Truckee i Kalifornien, är en amerikansk alpin skidåkare som främst tävlar i fartgrenarna störtlopp och super-G. Han deltog i olympiska vinterspelen 2014 i Sotji och kom femma i störtloppet, bara 41 hundradelar efter vinnaren.
Ganong gjorde sin världscupdebut den 28 november 2009 i Lake Louises störtlopp. Han kom trea i norska Kvitfjell den 28 februari 2014, vilket var hans dittills bästa resultat i världscupen.
Ganongs första världscupseger kom i Santa Caterina di Valfurva den 28 december 2014 när han vann störtloppet, före Matthias Mayer och Dominik Paris.
Travis Ganong tog sin första mästerskapsmedalj vid Världsmästerskapen i alpin skidsport 2015 när han kom tvåa i störtloppet. 